# Richard de Morins

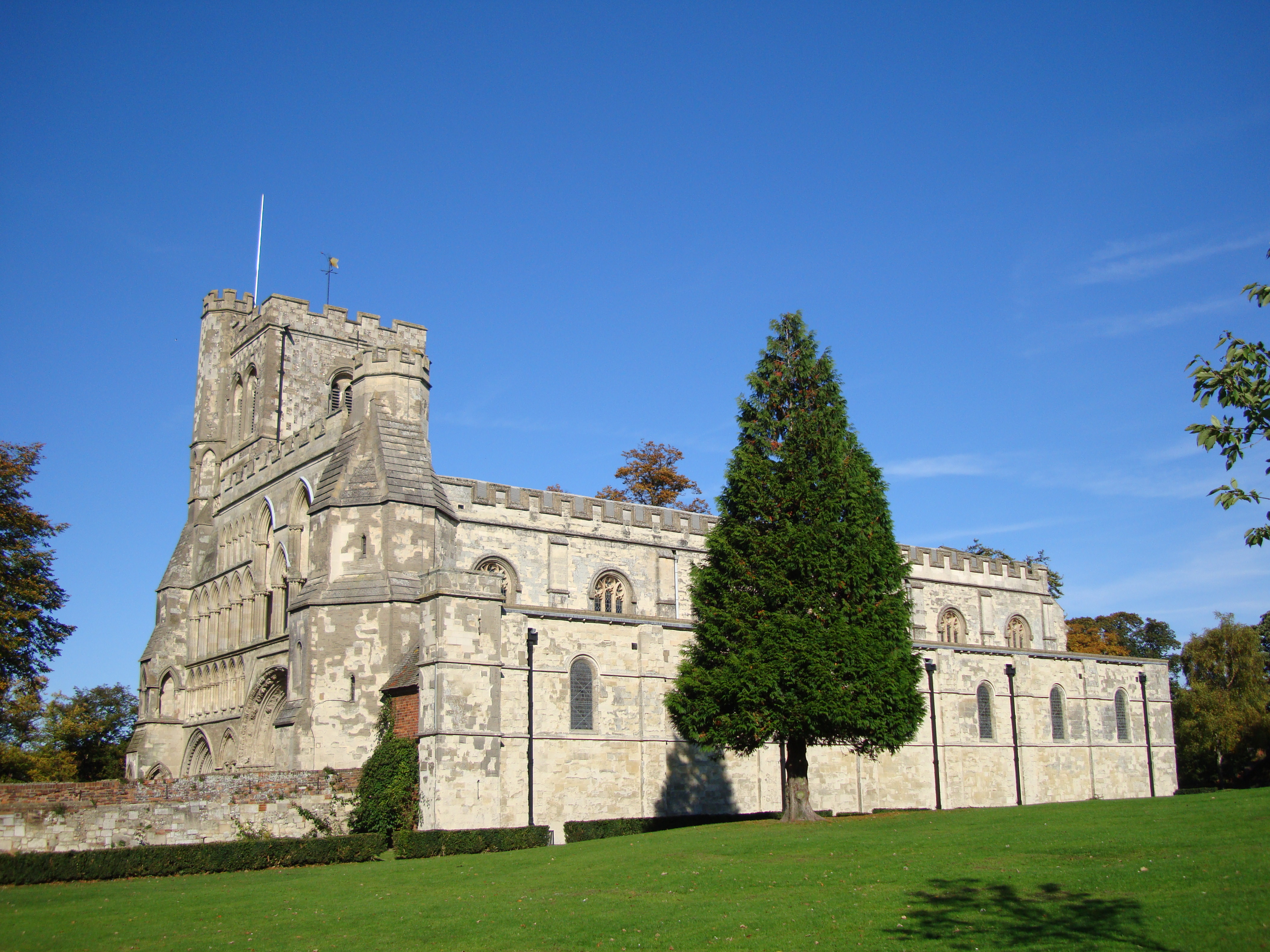
Kirche St. Peter der Abtei Dunstable

Richard de Morens (* um 1162 in Lincolnshire; † 9. April 1242) war ein englischer Geistlicher und Kirchenjurist des 12. und 13. Jahrhunderts. Er wurde auch Ricardus Anglicus, Richard of Mores, Richard de Mores, Ricardus de Mores genannt.
Gelegentlich (Kuttner) wurde er fälschlich mit R. de Lacy identifiziert (das R. stand aber für Robert).

## Leben
Richard de Morens war 1186/87 in Paris. Ende des 12. Jahrhunderts erhielt er seinen Magister an der Universität Bologna. Er lehrte an der Juristenschule der Universität in Bologna und war dort Erzdiakon. Nach der Rückkehr nach England war er Kanoniker in der Merton Priory und ab 1202 bis zu seinem Tod Abt der Augustinerchorherren in der Abtei von Dunstable. Kurz zuvor wurde er (da er nur Diakon war) ordiniert.
Er schrieb eine Ordo Judiciaris, die lange als verschollen galt und die nach der Entdeckung eines Manuskripts in Douai 1851 veröffentlicht wurde. Darin erweist er sich als ein Pionier in der gelehrten Behandlung juristischer Prozesse.
1203 wurde er vom englischen König nach Rom geschickt um den Papst um Vermittlung im Krieg mit Frankreich  zu bitten. Er kehrte mit einem vom Papst bestimmten Kardinal als Vermittler zurück. 1206 (und 1228) war er Visitor der kirchlichen Einrichtungen in der Diözese Lincoln. 1212 war er einer der Prediger für den Kreuzzug. 1215 besuchte er das vierte lateranische Konzil und verbrachte auf dem Rückweg einige Zeit an der Universität Paris.
Er war an der Verfassung der Annalen des Klosters Dunstable beteiligt (es wurde von H. R. Luard 1866 in der Rolls Series herausgegeben). Die Annalen sind auch die Hauptquelle zu seiner Biographie.

## Schriften
- Summa quaestionum, 1186/87 in Paris

Aus der Zeit 1196/98 in Bologna:
- Summa brevis
- Distinctiones decretorum
- Notablia decretorum
- Ordo iudiciarius
- Casus decretalium
- Apparatus decretalium
- Brocarda

Ausgaben:
- Bernardi et Ricardi i Casus decretalium, in: Bernardi Papiensis summa decretalium, Hrsg. A. T. Laspeyres, 1860, S. 327–352
- Summa de ordine iudicario, in L. Wahrmund, Quellen zur Geschichte des römisch-kanonischen Prozesses im Mittelalter, Band 2/3, Innsbruck, Heidelberg 1915